# Neotoxoptera yasumatsui
Neotoxoptera yasumatsui är en insektsart. Neotoxoptera yasumatsui ingår i släktet Neotoxoptera och familjen långrörsbladlöss. Inga underarter finns listade i Catalogue of Life.